# Jacques Audiard
Jacques Audiard (* 30. dubna 1952 Paříž) je francouzský filmový režisér, producent a scenárista. Získal řadu ocenění, včetně dvou Filmových cen Britské akademie, tří Zlatých glóbů, deseti cen César, čtyř cen z filmového festivalu v Cannes a také nominaci na čtyři Oscary.
Audiard jako režisér debutoval celovečerním filmem Regarde les hommes tomber (1994), následovaly snímky Čti mi ze rtů (2001), Tlukot mého srdce se zastavil (2005) a Na dřeň (2012). Jeho vězeňské kriminální drama Prorok (2009) získalo nominaci na Oscara za nejlepší cizojazyčný film. Za film Dheepan (2015) získal Zlatou palmu na filmovém festivalu v Cannes. Jeho prvním celovečerním filmem v angličtině byl western The Sisters Brothers (2018).
Jeho film z roku 2024, hudební kriminální film Emilia Pérez, získal Cenu poroty na festivalu v Cannes a dva Zlaté glóby za nejlepší film a nejlepší cizojazyčný film. Film má 13 nominací na Oscara, mj. za nejlepší film, nejlepší režii, nejlepší adaptovaný scénář nebo nejlepší původní píseň.

## Filmografie
| Rok  | Název                         | Poznámka                        |
| ---- | ----------------------------- | ------------------------------- |
| 1974 | Kisses Till Monday            | scenárista                      |
| 1981 | Profesionál                   | scenárista                      |
| 1983 | Zhoubné pátrání               | scenárista                      |
| 1984 | Réveillon chez Bob            | scenárista                      |
| 1985 | All Mixed Up                  | scenárista                      |
| 1987 | Killing Time                  | scenárista                      |
| 1988 | Saxo                          | scenárista                      |
| 1988 | Fréquence meurtre             | scenárista                      |
| 1989 | Baxter                        | scenárista                      |
| 1989 | Australia                     | scenárista                      |
| 1991 | Swing troubadour              | scenárista                      |
| 1992 | Confessions d'un Barjo        | scenárista                      |
| 1994 | Grosse Fatigue                | scenárista                      |
| 1994 | Regarde les hommes tomber     | režisér a scenárista            |
| 1996 | Falešný hrdina                | režisér a scenárista            |
| 1998 | Norme française               | režisér a scenárista            |
| 1999 | Venuše, salon krásy           | scenárista                      |
| 2001 | Čti mi ze rtů                 | režisér a scenárista            |
| 2005 | Tlukot mého srdce se zastavil | režisér a scenárista            |
| 2009 | Prorok                        | režisér a scenárista            |
| 2012 | Na dřeň                       | režisér, scenárista a producent |
| 2015 | Dheepan                       | režisér a scenárista            |
| 2018 | The Sisters Brothers          | režisér a scenárista            |
| 2021 | Paříž, 13. obvod              | režisér a scenárista            |
| 2024 | Emilia Pérez                  | režisér, scenárista a producent |